# Bartini E-57
Bartini E-57 è il nome relativo al progetto di un aereo da bombardamento per impiego anfibio portato avanti da Roberto Oros di Bartini nel 1957. Si trattò di uno dei tanti aerei supersonici teorizzati dal progettista fiumano nel periodo a cavallo tra gli anni cinquanta e sessanta, quando lavorava presso l'OKB-256 di Pavel Vladimirovič Cybin. Come gli altri, anche il progetto dell'E-57 fu abbandonato dopo poco tempo.

## Tecnica
Il progetto dell'E-57 era estremamente simile a quello dell'A-57, realizzato dallo stesso progettista. Tuttavia, le dimensioni erano decisamente inferiori.
L'E-57 avrebbe dovuto avere una lunghezza di 44 metri, ed un'apertura alare di 21,5. La superficie alare prevista era nell'ordine dei 270 metri quadrati. Il peso al decollo avrebbe dovuto raggiungere le 120 tonnellate. Come l'A-57, anche questo aereo era stato progettato per operare sull'acqua e non su basi terrestri. Infatti, al posto del carrello di atterraggio, era stato previsto una specie di pattino, che gli avrebbe permesso di atterrare su acqua o ghiaccio.
La propulsione avrebbe dovuto essere assicurata da due turbogetti Kuznetsov NK-10, da 25.000 kgf di spinta l'uno. Questi avrebbero dovuto spingere l'aereo a velocità nell'ordine dei 2.500 km/h, assicurando un'autonomia di 4.500 chilometri. Come nel caso dell'A-57, anche sull'E-57 i motori avrebbero dovuto essere sistemati nella parte superiore della fusoliera, tra le due derive di coda.
L'armamento avrebbe dovuto essere costituito da una bomba termonucleare e da un missile antinave K-10 (conosciuto in Occidente con il nome in codice NATO di AS-2 Kipper).